# Fanny Duberly
Fanny Duberly, född 1829, död 1902, var en brittisk dagbokskrivare. 
Hon var soldathustru och är känd för sin dagbok som beskrev hennes liv under Krimkriget och sepoyupproret, som sedan blivit utgiven.